# Galactites tomentosa
Espèce
Galactites tomentosa Moench, 1794, le Chardon laiteux, Chardon élégant, Galactite tomenteuse ou cotonneuse ou encore Galactitès entre autres noms, est une espèce de plante à fleurs de la famille des Asteraceae. D'origine méditerranéenne, c'est une plante proche des chardons et des cirses. Le nom scientifique du genre évoque en grec le lait, allusion à la couleur laiteuse des tiges et surtout aux nervures blanchâtres des feuilles[réf. nécessaire] des Galactites.

## Dénominations
- Nom scientifique valide : Galactites tomentosa Moench, 1794 [1],
- Noms vulgaires recommandé ou typique en français : Chardon laiteux[2],[3],[4],[5], Chardon élégant[5], Galactite cotonneux[2],[4]
- Autres noms vulgaires (vulgarisation scientifique) :Galactite tomenteuse[5],[4] et au masculin, Galactite tomenteux[2].
- Noms vernaculaires (langage courant), pouvant désigner éventuellement d'autres espèces du genre : Galactite[5] ou Galactitès[2].

Synonymes scientifiques courants :
- Galactites tomentosus Moench, 1794[3]
- Galactites elegans (All.) Nyman ex Soldano, 1991[1]
- Centaurea galactites All., etc.

## Description
Ce sont des plantes herbacées.

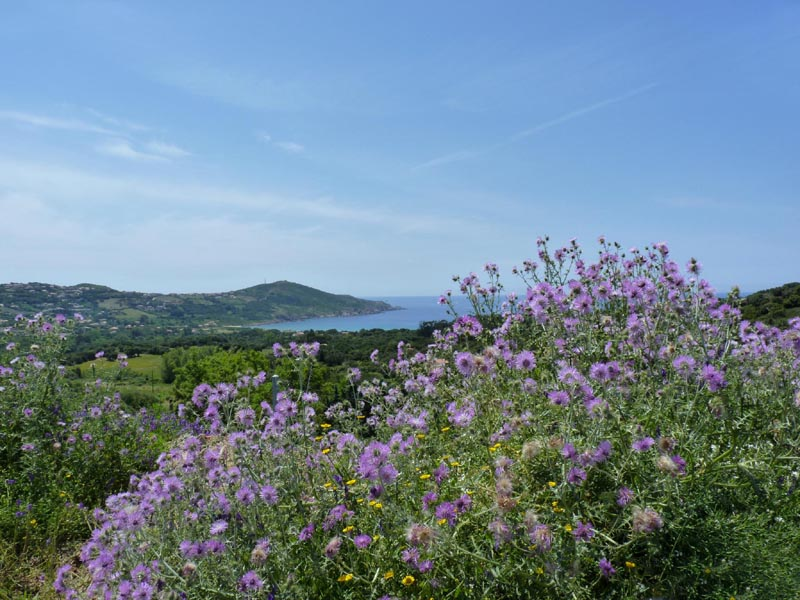
Aspect général (en Corse).
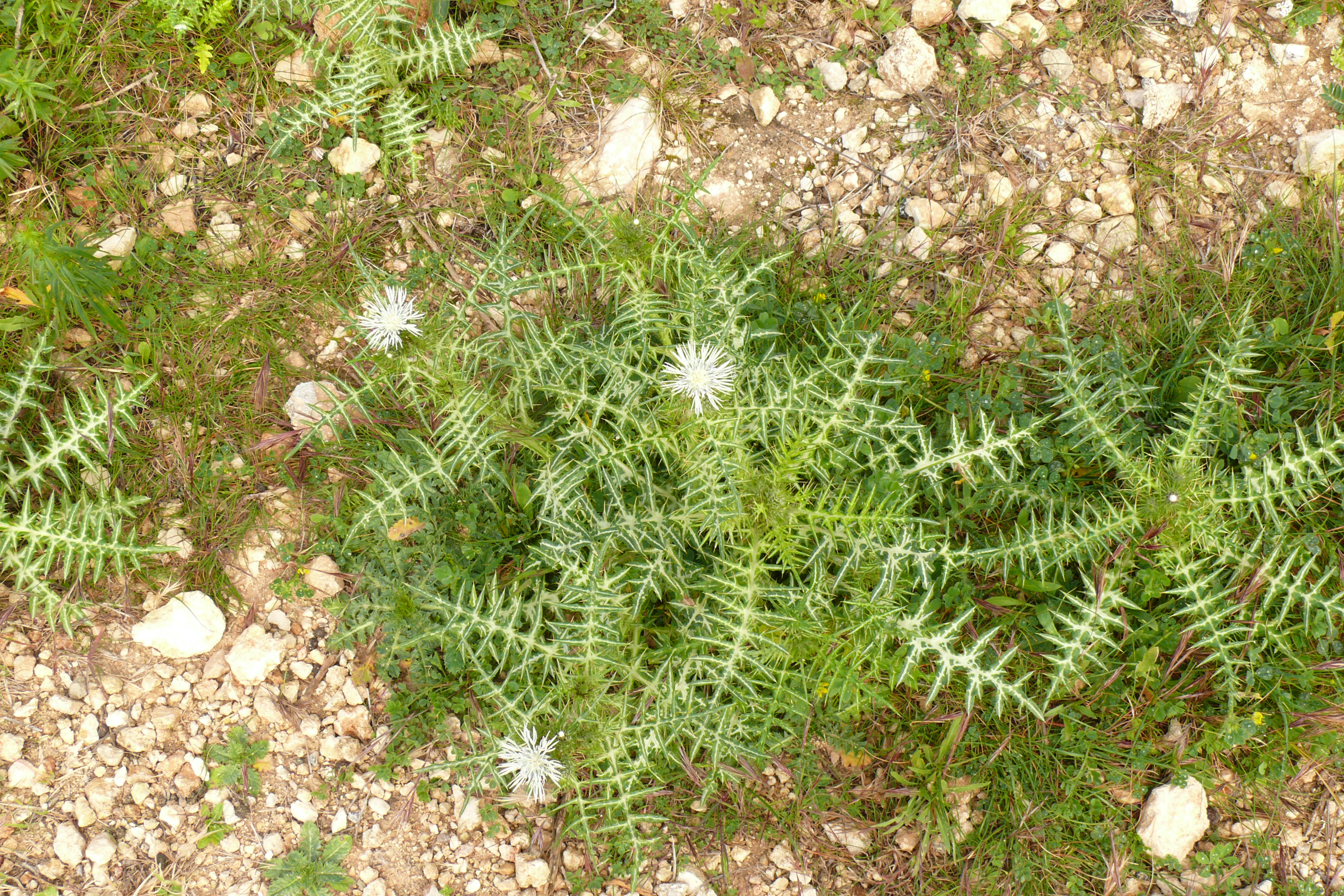
Rosettes.
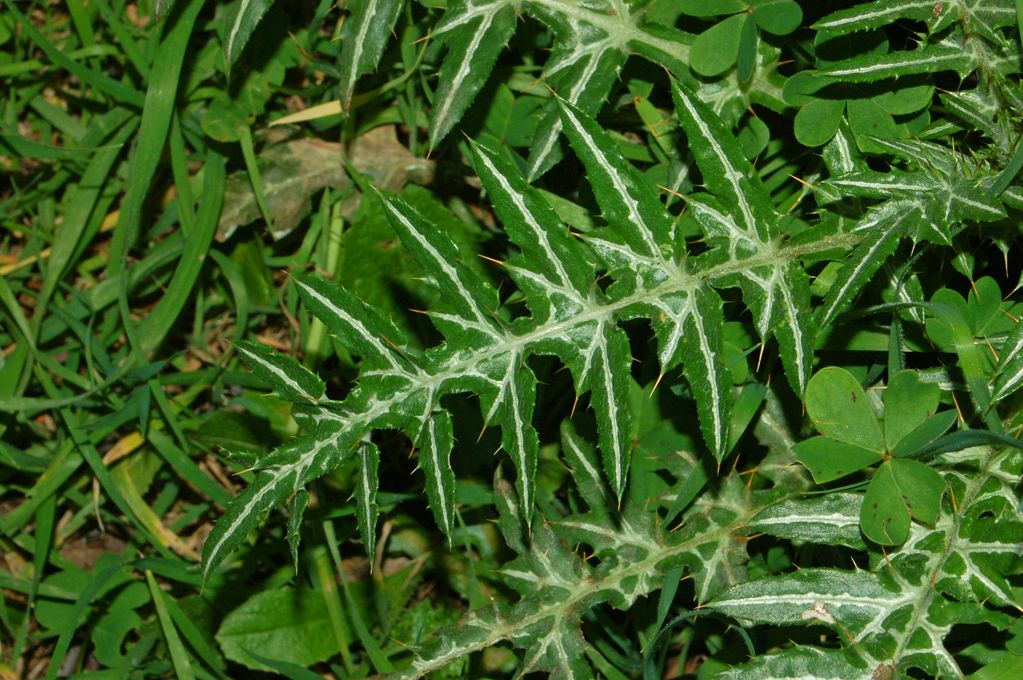
Détail d'une feuille.
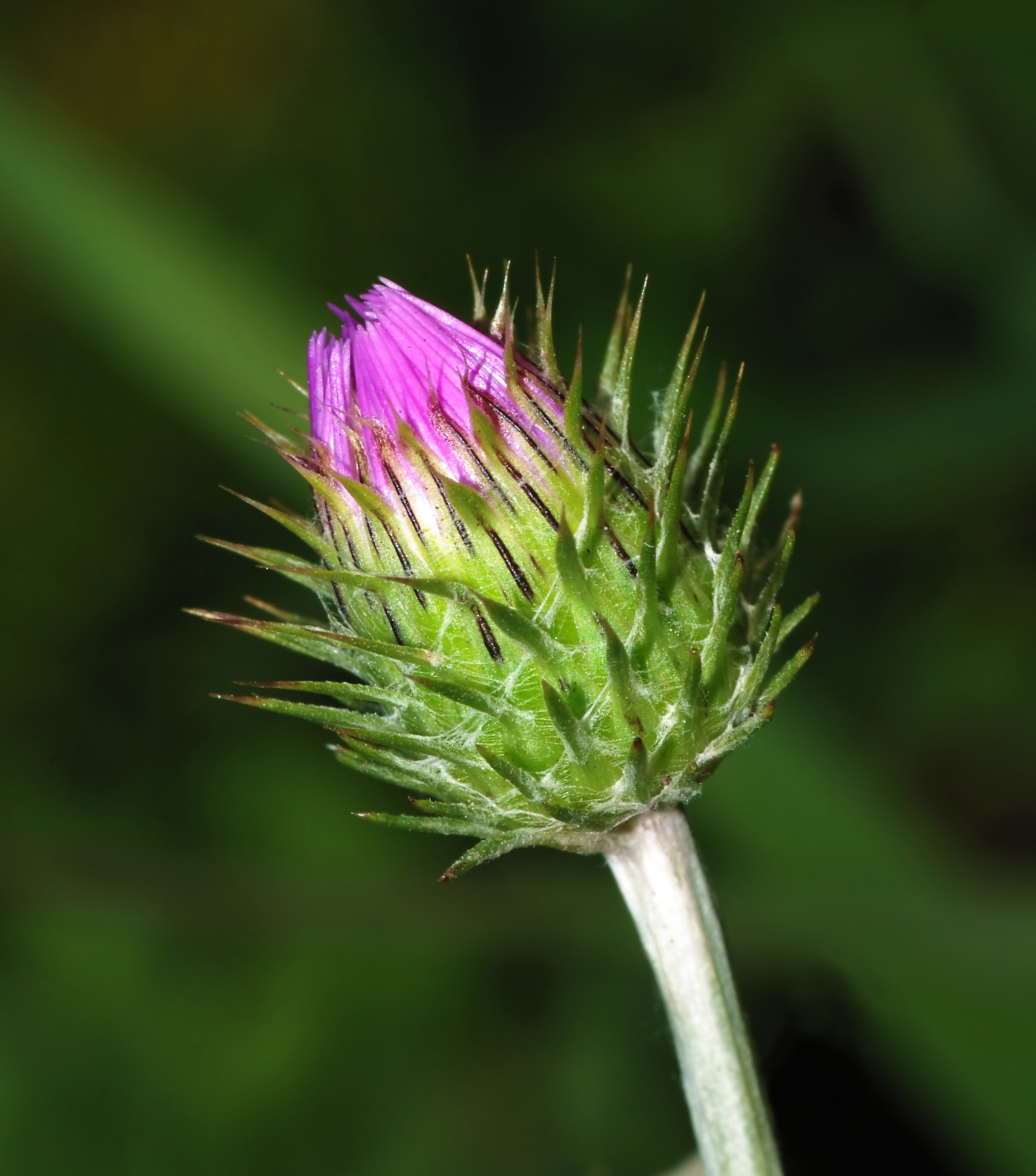
Bouton floral.
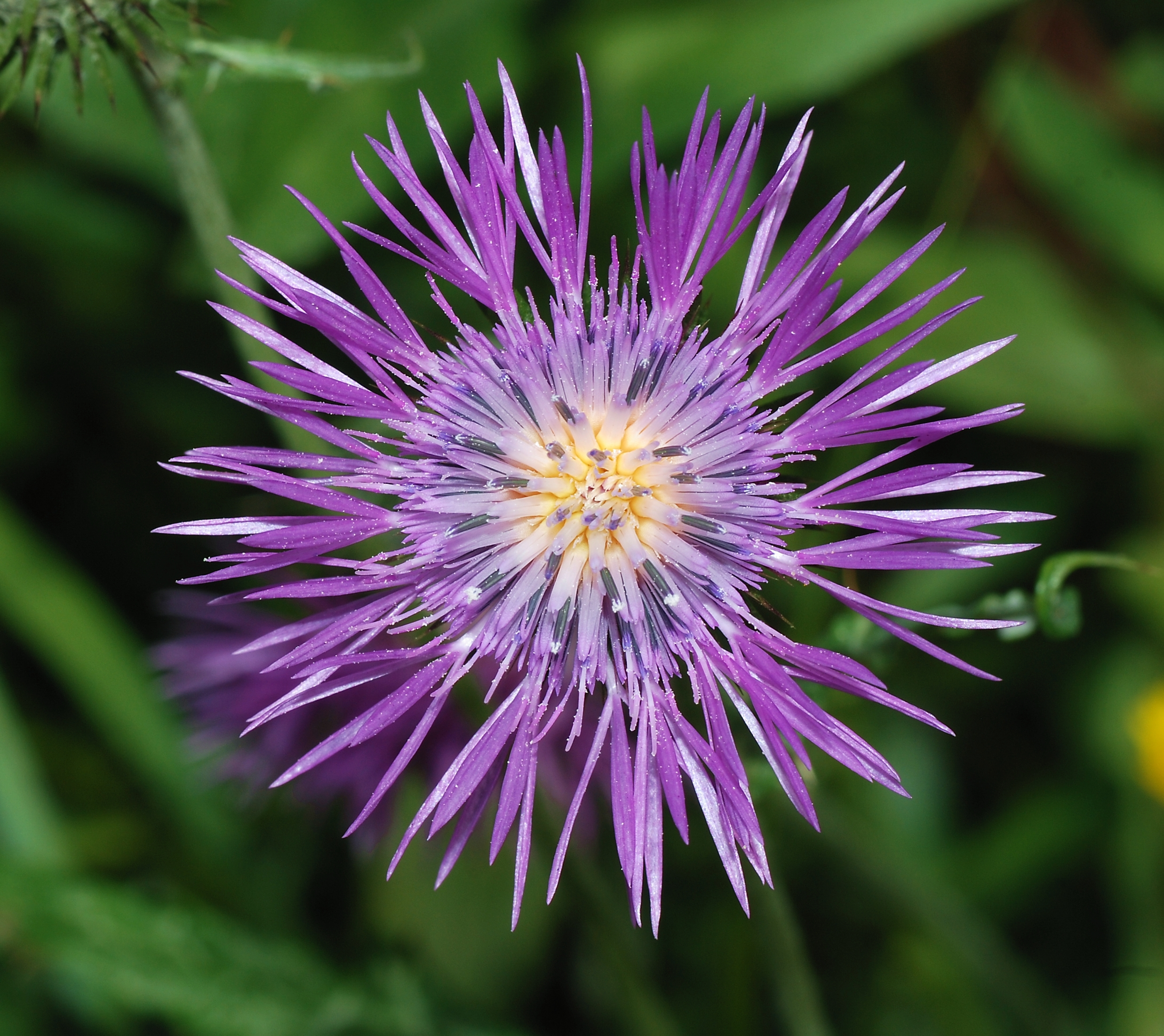
Capitule épanoui.
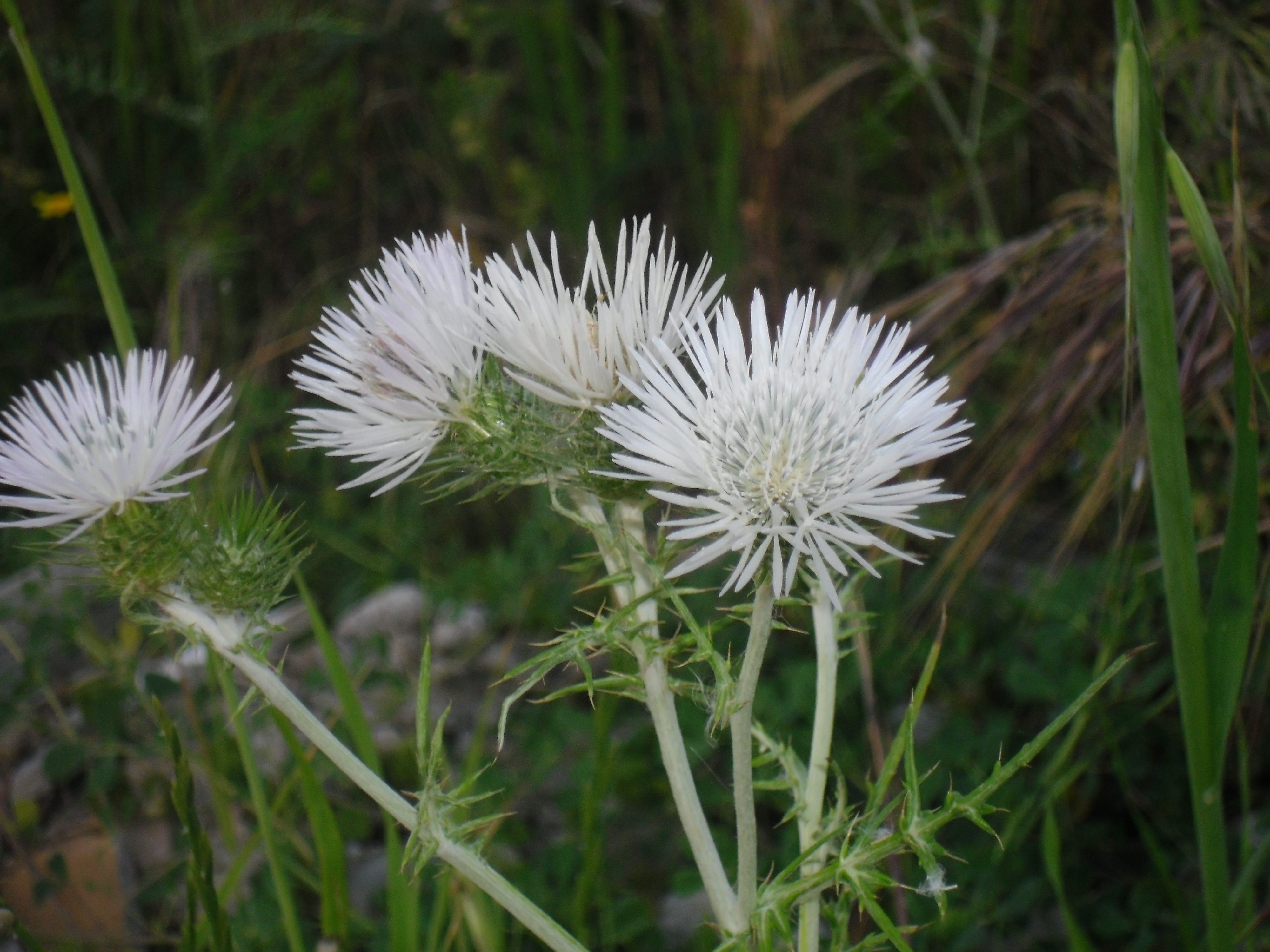
Forme blanche.
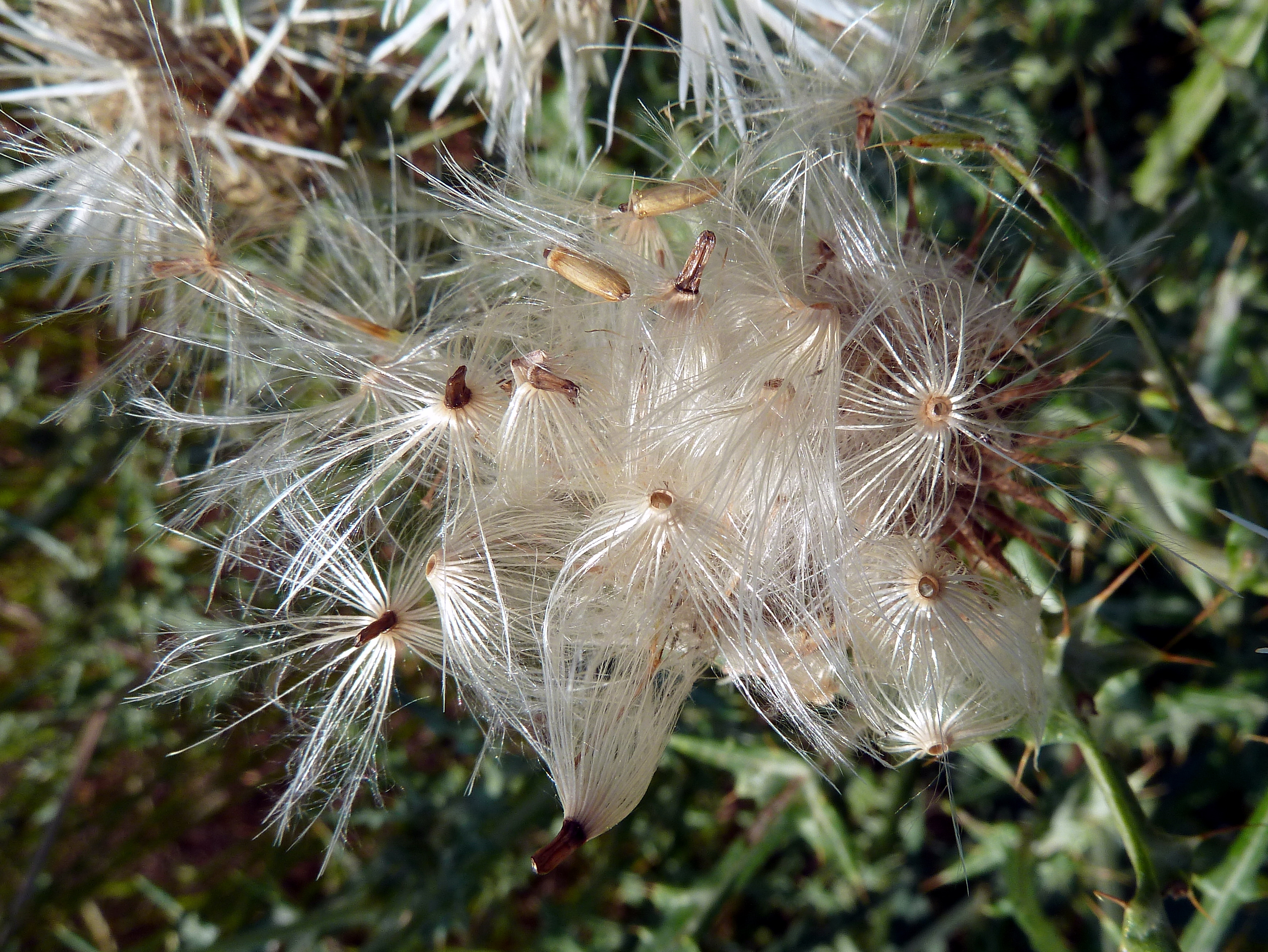
Graines.

### Écologie et habitat
Plante annuelle ou bisannuelle surtout présente dans l'ouest du bassin méditerranéen (Portugal, Espagne, Languedoc-Roussillon), mais qui peut remonter jusqu'à la Saône-et-Loire et qu'on rencontre aussi, moins fréquente, le long des côtes atlantiques. Elle apprécie les terrains sablonneux et secs, avec une légère préférence pour les sols acides. C'est une adventice des plantations d'oliviers ou des vignes.
- Floraison : d'avril à août
- Pollinisation : entomogame
- Dissémination : anémochore

#### Confusion possible
Les nervures soulignées de blanc rappellent les marbrures du Chardon-Marie (Silybum marianum), aux feuillage moins découpé ou les nervures de plantes comme Scolymus maculatus, dont la floraison est jaune.

### Morphologie générale et végétative
À l'exception de la partie supérieure de la tige, toute la plante est très épineuse. Sa hauteur, très variable, va de 20 à 80 cm. Tige très ramifiée en haut, tomenteuse. Les feuilles sont longues et étroites, lancéolées, pennatipartites, à segments lancéolés terminés par des épines. Nervures et taches blanchâtres.

### Morphologie florale
Les capitules sont assez grands (3 cm de diamètre environ), avec un involucre formé de nombreuses bractées érigées, terminées par de longues épines, souvent entourées d'un voile arachnéen. Toutes les fleurs sont tubulées. Les extérieures sont grandes et rayonnantes, de couleur pourprée ou violacée (il existe aussi des spécimens à fleurs presque blanches), stériles, profondément découpées en cinq lanières rigides. Les intérieures, plus petites, sont hermaphrodites.

### Fruit et graines
Les fruits sont des akènes bruns et glabres, à peu près cylindriques, portant des aigrettes à soies plumeuses.